# Pedro Armendáriz
Pedro Gregorio Armendáriz Hastings (Mexico, 9 mei 1912 – Los Angeles, 18 juni 1963) was een Mexicaans acteur.
De carrière van Pedro Armendáriz begon in het begin van de jaren 30. Hij speelde mee in verschillende belangrijke Mexicaanse films in de jaren '40. Bij het grote publiek is hij vooral bekend van zijn laatste rol. Hij speelde toen de Turkse contactpersoon van James Bond in de film From Russia with Love (1963). Er werd in die periode ook kanker bij hem vastgesteld. Na de opnamen voor de film beging hij zelfmoord.

## Filmografie (selectie)
- 1943: Flor silvestre
- 1944: María Candelaria
- 1945: Las abandonadas
- 1947: The Fugitive
- 1947:     La Perla
- 1948: 3 Godfathers
- 1948: Fort Apache
- 1949: We Were Strangers
- 1953: El bruto
- 1955: The Conqueror
- 1956: Diane
- 1959: La Cucaracha
- 1961: Francis of Assisi
- 1962: Arrivano i titani
- 1963: From Russia with Love